# Юр'євське сільське поселення (Котельницький район)
Ю́р'євське сільське поселення (рос. Юрьевское сельское поселение) — адміністративна одиниця у складі Котельницького району Кіровської області Росії. Адміністративний центр поселення — село Юр'єво.

## Історія
Станом на 2002 рік на території сучасного поселення існували такі адміністративні одиниці:
- Юр'євський сільський округ (село Юр'єво, присілки Болванська, Борки, Валови, Варюховщина, Воронкови, Голенки, Забор'є, Крисовщина, Купріха, Мініни, Мосіни, Овчинникови, Олюніни, Осінки, Скурухінська, Шалагінови, Шеломово, Щековатовщина)

Поселення було утворене згідно із законом Кіровської області від 7 грудня 2004 року № 284-ЗО у рамках муніципальної реформи шляхом перетворення Юрєвського сільського округу.

## Населення
Населення поселення становить 601 особа (2017; 617 у 2016, 652 у 2015, 661 у 2014, 661 у 2013, 652 у 2012, 678 у 2010, 911 у 2002).

## Склад
До складу поселення входять 19 населених пунктів:
| Населений пункт         | Населення, осіб (2002) | Населення, осіб (2010) |
| ----------------------- | ---------------------- | ---------------------- |
| Болванська, присілок    | 6                      | 4                      |
| Борки, присілок         | 7                      | 2                      |
| Валови, присілок        | 0                      | 0                      |
| Варюховщина, присілок   | 13                     | 3                      |
| Воронкови, присілок     | 9                      | 2                      |
| Голенки, присілок       | 2                      | 0                      |
| Забор'є, присілок       | 2                      | 5                      |
| Крисовщина, присілок    | 2                      | 1                      |
| Купріха, присілок       | 3                      | 0                      |
| Мініни, присілок        | 13                     | 6                      |
| Мосіни, присілок        | 2                      | 3                      |
| Овчинникови, присілок   | 5                      | 4                      |
| Олюніни, присілок       | 0                      | 0                      |
| Осінки, присілок        | 3                      | 4                      |
| Скуріхінська, присілок  | 52                     | 30                     |
| Шалагінови, присілок    | 31                     | 13                     |
| Шеломово, присілок      | 4                      | 0                      |
| Щековатовщина, присілок | 25                     | 0                      |
| Юр'єво, село            | 732                    | 601                    |